# Not That Kind
A Not That Kind Anastacia amerikai énekesnő első albuma. 2000-ben jelent meg. Fő producerei Sam Watters, Louis Biancaniello és Ric Wake. Az amerikai Billboard 200 albumslágerlistán csak a 168. helyig jutott, de más országokban nagy sikert aratott, és a legtöbb slágerlistán a top 5-be vagy a top 10-be került.

## Számlista

### Nemzetközi kiadás
| #               | Cím                                       | Szerzők                                          | Hossz                                     |
| --------------- | ----------------------------------------- | ------------------------------------------------ | ----------------------------------------- |
| 1.              | Not That Kind                             | Anastacia, Will Wheaton, Marvin Young            | 3:20                                      |
| 2.              | I’m Outta Love                            | Anastacia, Sam Watters, Louis Biancaniello       | 4:02                                      |
| 3.              | Cowboys & Kisses                          | Anastacia, Biancaniello, Jive, Charlie Pennachio | 4:32                                      |
| 4.              | Who’s Gonna Stop the Rain                 | Evan Rogers, Carl Sturken                        | 5:00                                      |
| 5.              | Love Is Alive                             | Gary Wright                                      | 3:56                                      |
| 6.              | I Ask of You                              | Anastacia, Watters, Biancaniello                 | 4:27                                      |
| 7.              | Wishing Well                              | Denise Rich, Greg Bieck, Jive                    | 3:57                                      |
| 8.              | Made for Lovin’ You                       | Anastacia, Watters, Biancaniello                 | 3:35                                      |
| 9.              | Black Roses                               | Anastacia, Rogers, Sturken, Ray Ruffin           | 3:38                                      |
| 10.             | Yo Trippin’                               | Anastacia, Travon Potts                          | 3:35                                      |
| 11.             | One More Chance                           | Anastacia, Oji Pierce                            | 4:39                                      |
| 12.             | Same Old Story                            | Anastacia, Rogers, Sturken                       | 5:32                                      |
| Ausztrál kiadás |                                           |                                                  |                                           |
| 13.             | Interjúk és az I’m Outta Love videóklipje | Interjúk és az I’m Outta Love videóklipje        | Interjúk és az I’m Outta Love videóklipje |
| Brazil kiadás   |                                           |                                                  |                                           |
| 13.             | I’m Outta Love (Hex Hector Radio Mix)     |                                                  | 4:06                                      |
| Japán kiadás    |                                           |                                                  |                                           |
| 13.             | Nothin’ at All                            | Peter Lord Moreland                              | 4:29                                      |
| 14.             | I’m Outta Love (Hex Hector Main Club Mix) |                                                  | 8:00                                      |
| 15.             | I’m Outta Love (Matty’s Soulflower Mix)   |                                                  | 5:56                                      |
| 16.             | I’m Outta Love (Ron Trent’s Club Mix)     |                                                  | 8:35                                      |

### USA-beli kiadás
1. Not That Kind – 3:20
2. I’m Outta Love – 4:02
3. Cowboys & Kisses – 4:32
4. Why’d You Lie to Me – 3:43
5. Who’s Gonna Stop the Rain – 5:00
6. I Ask of You – 4:27
7. Don’tcha Wanna – 4:01
8. Late Last Night – 4:27
9. Made for Lovin’ You – 3:35
10. Black Roses – 3:38
11. Yo Trippin’ – 3:35
12. One More Chance – 4:39
13. Same Old Story – 5:32

A Why’d You Lie to Me és a Don’tcha Wanna felkerültek Anastacia következő, Freak of Nature albumára is. A Late Last Night Diane Warren szerzeménye.

## Kislemezek
- I’m Outta Love (2000. szeptember 18.)
- Not That Kind (2001. január 22.)
- Cowboys & Kisses (2001. május 21.)
- Made for Lovin’ You (2001. augusztus 13.)

## Megjelenési dátumok
| Ország             | Dátum             | Kiadó         |
| ------------------ | ----------------- | ------------- |
| Svájc              | 2000. június 10.  | Sony          |
| Franciaország      | 2000. június 16.  | Sony          |
| Japán              | 2000. június 21.  | Epic          |
| Olaszország        | 2000. június 30.  | Sony          |
| Németország        | 2000. július 10.  | Sony          |
| Ausztrália         | 2000. július 10.  | Sony          |
| Egyesült Királyság | 2000. október 2.  | Sony          |
| Egyesült Államok   | 2001. március 27. | Epic/Daylight |

## Helyezések
| Slágerlista (2000)                   | Legfelső helyezés |
| ------------------------------------ | ----------------- |
| Ausztrál ARIA albumslágerlista       | 2                 |
| Francia SNEP albumslágerlista        | 6                 |
| Magyar Mahasz albumslágerlista       | 11                |
| Német Media Control albumslágerlista | 2                 |
| Norvég albumslágerlista              | 1                 |
| Osztrák albumslágerlista             | 3                 |
| Svájci albumslágerlista              | 1                 |
| Svéd albumslágerlista                | 9                 |
| Új-zélandi RIANZ albumslágerlista    | 1                 |

| Slágerlista (2001)                           | Legfelső helyezés |
| -------------------------------------------- | ----------------- |
| Belga Ultratop 50 albumslágerlista (flamand) | 9                 |
| Belga Ultratop 50 albumslágerlista (vallon)  | 10                |
| Brit albumslágerlista                        | 2                 |
| Dán albumslágerlista                         | 2                 |
| Finn albumslágerlista                        | 9                 |
| Holland MegaCharts albumslágerlista          | 1                 |
| Ír albumslágerlista                          | 4                 |
| Olasz FIMI albumslágerlista                  | 5                 |
| USA Billboard 200                            | 168               |
| USA Billboard Top Heatseekers                | 9                 |

## Minősítések
| - 4× platinalemez IFPI: 4 000 000 - 3× platinalemez RIANZ: 45 000 IFPI: 140 000 NVPI: 180 000 ARIA: 210 000 BPI: 900 000 - 2× platinalemez SNEP: 571 000 | - 5× aranylemez IFPI: 500 000 - Platinalemez IFPI: 20 000 IFPI: 30 000 - Aranylemez IFPI: 20 000 IFPI: 22 115 |